# Tellervo mangiolina
Tellervo mangiolina är en fjärilsart som beskrevs av Otto Staudinger. Tellervo mangiolina ingår i släktet Tellervo och familjen praktfjärilar. Inga underarter finns listade i Catalogue of Life.